# Richard Posamentir
Richard Posamentir (* 30. Juli 1967 in Wien) ist ein österreichischer Klassischer Archäologe.

## Leben
Ab 1985 studierte er Klassische Archäologie, Kunstgeschichte und Prähistorik an der Universität Wien mit Grabungsteilnahmen in Istanbul, Ephesos, Aigeira sowie an diversen prähistorischen/provinzialrömischen Grabungen in Österreich. Ab 1992 studierte er Klassische Archäologie und Ur- und Frühgeschichte an der Universität Bochum mit mehrjährigen Grabungsteilnahmen in Milet und Selinunt. Im Jahr 2000 wurde er bei Volkmar von Graeve in Bochum promoviert. 2001 war er wissenschaftliche Hilfskraft der Grabung im Heraion von Samos, 2002 bis 2003 wissenschaftlicher Mitarbeiter im DFG-Schwerpunktprogramm „Formen und Wege der Akkulturation im östlichen Mittelmeerraum und Schwarzmeergebiet“. Von 2003 bis 2008 arbeitete er als Referent für Klassische Archäologie an der Abteilung Istanbul des Deutschen Archäologischen Instituts. 2008 wurde er W 1-Juniorprofessor an der Universität Tübingen, wo er seit 2014 auf der zweiten Professur (W3) für Klassische Archäologie lehrt.
Seine Forschungsschwerpunkte sind das kaiserzeitliche Kleinasien, die archaisch-ionische Keramik, archäometrische Applikationen, antike Polychromie, die Topographie Kilikiens, Forschungen zum Schwarzmeerraum sowie griechische Grabkunst.

## Schriften (Auswahl)
- Bemalte attische Grabstelen klassischer Zeit. München 2006, ISBN 3-930609-28-2 (Dissertation).
- The polychrome grave stelai from the early Hellenistic necropolis (=  Chersonnesian Studies Bd. 1). eUniversity of Texas Press, Austin 2011, ISBN 0-292-72312-1.
- mit Adolf Hoffmann, Mustafa Hamdi Sayar (Hrsg.): Hellenismus in der Kilikia Pedias. Bericht zum Internationalen Kolloquium im Deutschen Archäologischen Institut Berlin am 13. und 14. Februar 2009. Istanbul 2011, ISBN 978-605-5607-76-0.
- mit Manuel Flecker, Stefan Krmnicek, Johannes Lipps, Thomas Schäfer (Hrsg.): Augustus ist tot – Lang lebe der Kaiser! Internationales Kolloquium anlässlich des 2000. Todesjahres des römischen Kaisers vom 20. – 22. November 2014 in Tübingen. Verlag Marie Leidorf, Rahden/Westf. 2017, ISBN 978-3-89646-915-1.